# Ophthalmoskopie
Die Ophthalmoskopie (altgriechisch ὀφθαλμοσκοπία ophthalmoskopia, deutsch ‚die Anschauung des Auges‘) bzw. Augenspiegelung oder auch Fundoskopie (vom lateinischen fundus im Sinne von Augenhintergrund) ist die mit einem Augenspiegel (Ophthalmoskop, lateinisch speculum oculi) durchgeführte Inspektion der einsehbaren Teile des Auges. Insbesondere die Netzhaut (Retina) und die sie versorgenden Blutgefäße können untersucht werden. Die aus der Sehnervenpapille (blinder Fleck) entspringenden, hell-rot erscheinenden Arterien überkreuzen die dunkel-rot erscheinenden Venen der Retina. Mit dem Augenspiegel können Erkrankungen des Sehnerven, der Netzhaut, der Aderhaut und des Glaskörpers erkannt werden.
Um einen besseren Einblick, auch auf die peripheren Areale, zu gewährleisten, wird eine Untersuchung des Augenhintergrundes oft mit pupillenerweiternden Medikamenten vorbereitet, was mit einer temporären Verminderung des Sehfähigkeit des Probanden einhergeht.
Den zur Ophthalmoskopie 1850 erfundenen Augenspiegel hatte sein Erfinder Hermann von Helmholtz Anfang Oktober 1851 erstmals beschrieben. Damit begann die Geschichte der Augenheilkunde „als selbständiges medizinisches und wissenschaftliches Fach“. Auf Hermann von Helmholtz (1850) und Christian Georg Theodor Ruete (1852) gehen alle technischen Modifikationen des Ophthalmoskopes seit dem 19. Jahrhundert zurück. Ab etwa 1866 kam dem Augenspiegel eine zunehmende Bedeutung auch für die Diagnose innerer Krankheiten zu.

## Geschichte

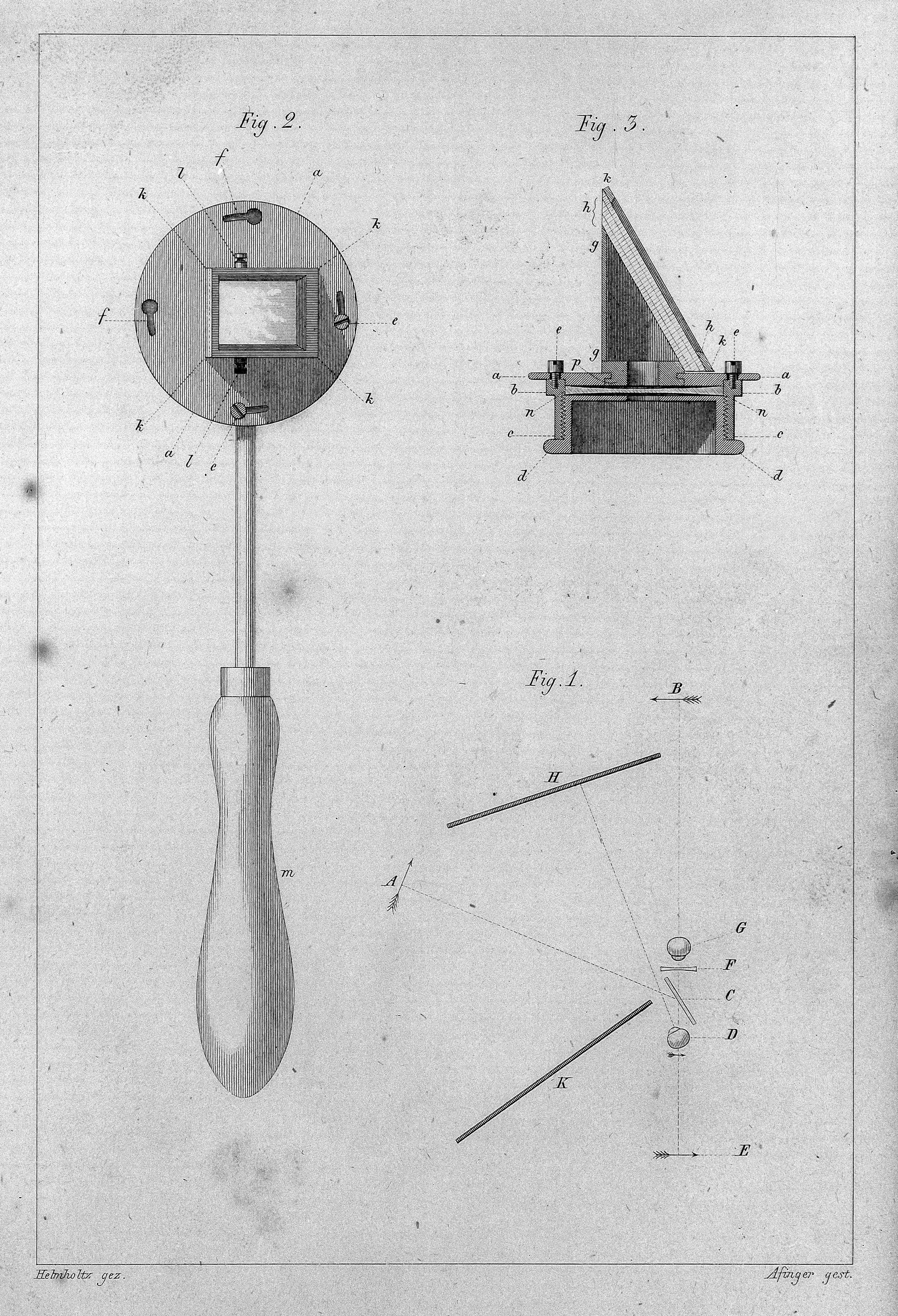
Helmholtzscher Augenspiegel (Ophthalmoskop), aus Hermann Helmholtz: Beschreibung eines Augenspiegels

Im Jahr 1704 hatte Jean Méry (1645–1722) beobachtet, dass man bei einer unter Wasser getauchten Katze die Netzhautgefäße im Auge erkennen kann. Für dieses Phänomen gab Philippe de La Hire 1709 die richtige Erklärung. Der Physiologe und Histologe Purkinje hatte bereits 1823 aus der Pupille kommende Lichterscheinungen gesehen und kann somit als Pionier der Ophthalmoskopie gelten. Um 1825 soll Purkinje bereits den Augenhintergrund bei Hunden gespiegelt haben. 1844/1845 befasste sich Adolf Kußmaul mit dem von Méry beobachteten Phänomen, es gelang ihm aber nicht die von ihm vorhergesagte Erfindung des Augenspiegels, da er das Problem der Beleuchtung nicht lösen konnte. Der von Hermann Helmholtz 1850, aufbauend auf dem Prinzip der Totalreflexion und den 1847 von Ernst Brücke durchgeführten Versuchen zur Beleuchtung des Augenhintergrunds, entwickelte und sowohl die Netzhaut beleuchtende als auch (durch Verwendung einer Konkavlinse) deutlich darstellende Augenspiegel (Ophthalmoskop) kann als eines der ersten praktisch angewendeten Geräte zur Einsicht in das Innere eines Organs angesehen werden. Im Gegensatz zu einem Endoskop dringt es nicht körperlich in das Organ ein. Helmholtz’ am 6. Dezember 1850 der Berliner physikalischen Gesellschaft mitgeteilte Erfindung war die Ophthalmoskopie im aufrechten Bild. Bereits 1851 erbaten Albrecht von Graefe und Ferdinand Arlt Anfertigungen eines solchen in Königsberg (Preußen) vom Institutsmechaniker Rekoss hergestellten Augenspiegels. Eine serienmäßige Fertigung erfolgt dann durch den Mechaniker und Optiker Jul. Herm. Schmidt in Halle an der Saale.

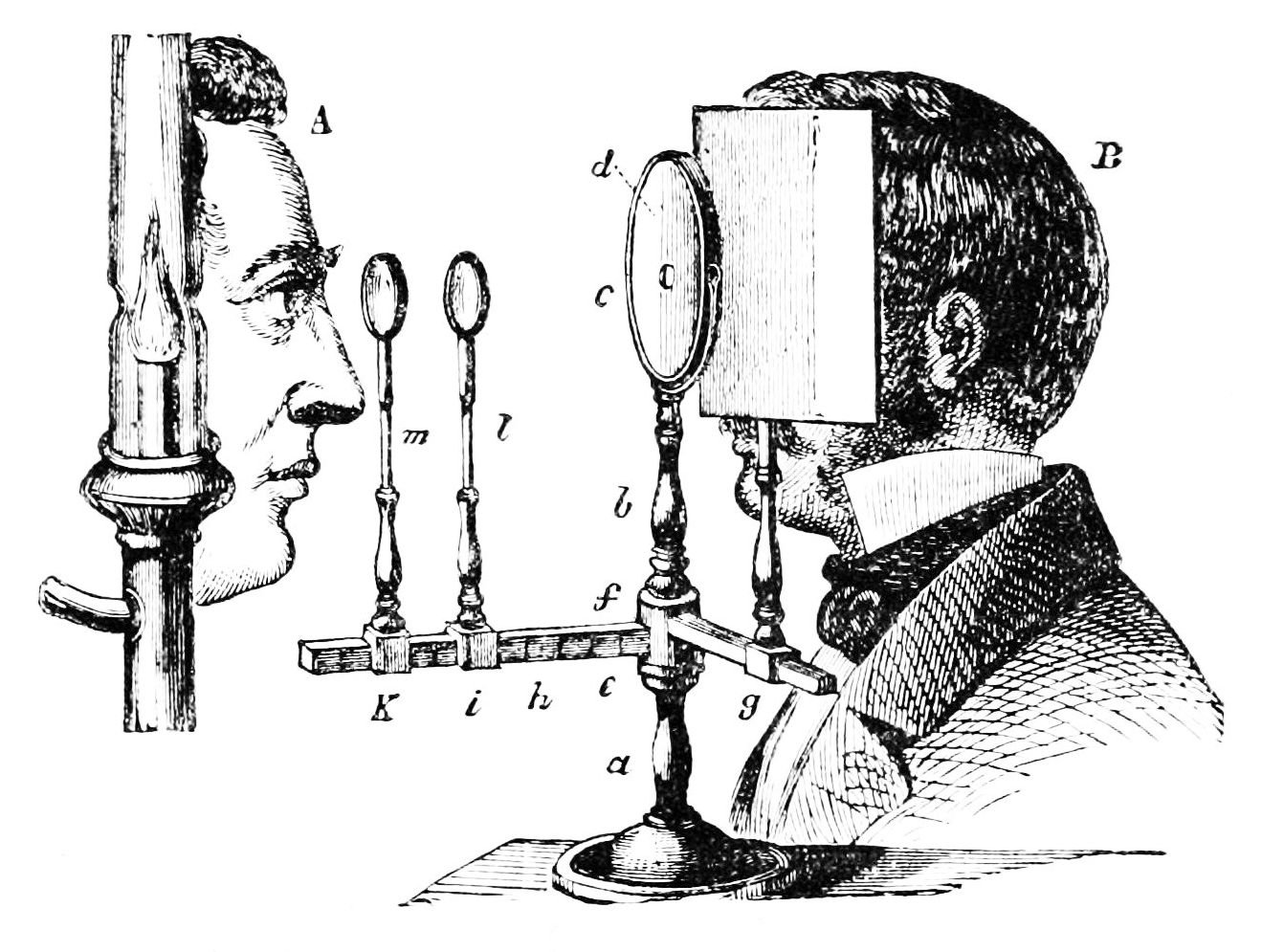
Augenspiegelung nach Ruete

Im Jahr 1852 erschien von Christian Georg Theodor Ruete, der wie Méry erkannt hatte, dass bei ausgeschalteter Brechung an der Hornhaut bzw. der Augenlinse – bei unter Wasser befindlichen Augen oder nach einer Staroperation – etwa die gelbliche Eintrittsstelle des Sehnerven zu erblicken ist, die Publikation Der Augenspiegel und das Optometer für practische Aerzte, in der dieser die Entdeckung der Ophthalmoskopie im umgekehrten Bild mitteilte, die im selben Jahr von Helmholtz in seinem Aufsatz Über eine neue einfachste Form des Augenspiegels würdigte.

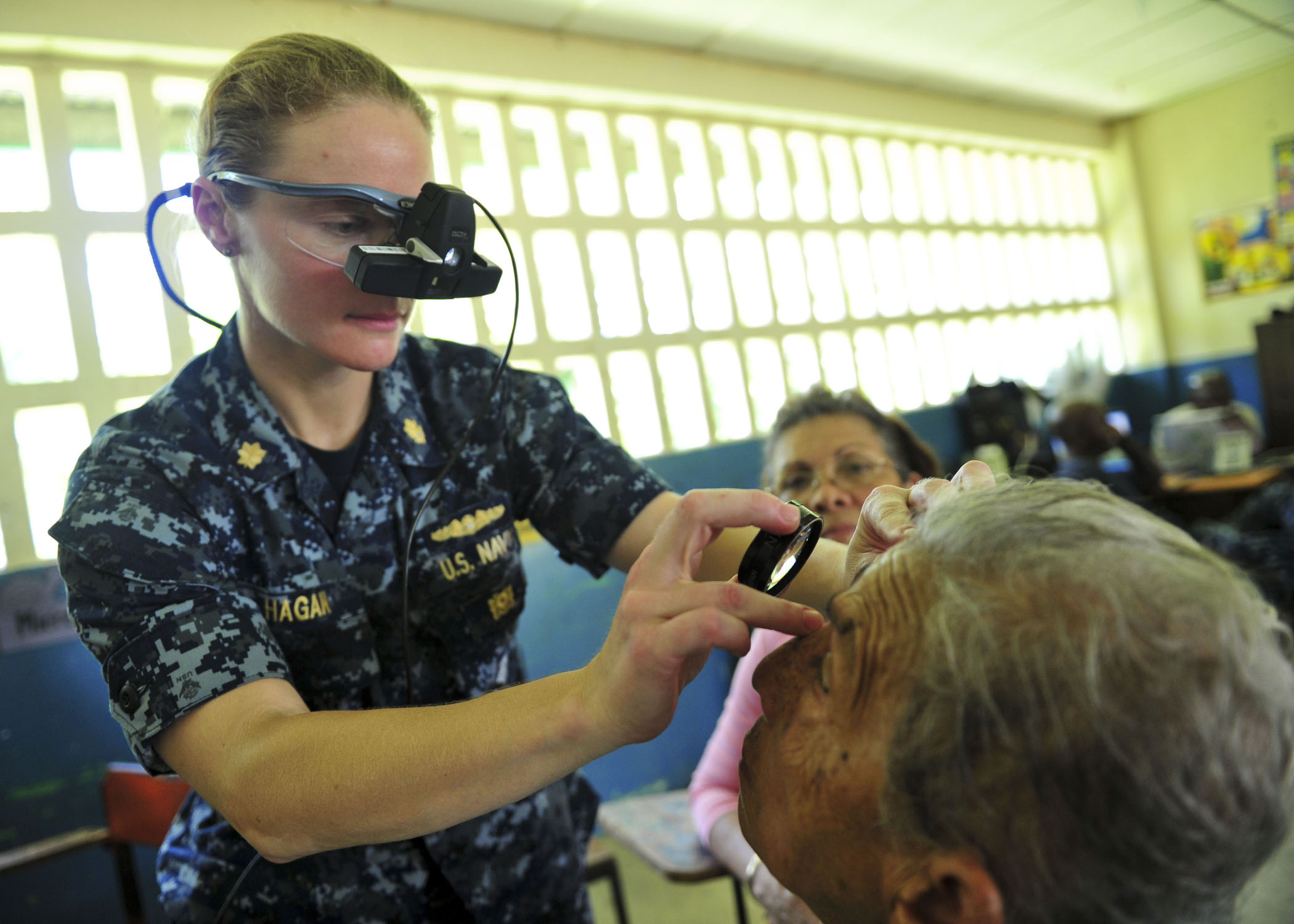
Moderne binokulare Augenspiegelung

Der mathematisch vorgebildete französische Physiologe und Augenarzt Félix Girard-Teulon (1816–1887; vollständig Marc Antoine Louis Félix Giraud-Teulon) veröffentlichte 1857 seine Theorie des Ophthalmoskops. Er erfand und beschrieb 1861 erstmals einen, ein dreidimensionales Bild vom Augenhintergrund ermöglichenden, binokularen Augenspiegel zur binokularen (stereoskopischen) indirekten Ophthalmoskopie, den J. Hermann Knapp und sein Assistent Theodor Leber im selben Jahr in Heidelberg erprobten, ab Oktober 1862 an klinischen Fällen systematisch untersuchten und dessen Vorteile (und Nachteile) Knapp im Vergleich zur monokularen Methode ab Januar 1863 öffentlich machte; das binokulare Ophthalmoskop wurde dann auch serienmäßig hergestellt.
Im Jahr 1863 erschien der Ophthalmoskopie-Atlas von Richard Liebreich. Der Augenarzt und Medizinhistoriker Friedrich Helfreich (1842–1927), der sich 1869 mit einer Arbeit über das Glaukom habilitiert und ab 1872 in Würzburg eine private Augenklinik betrieben hatte, forderte erstmals die Aufnahme des Augenspiegels in die Grundausstattung auch von Kliniken für Innere Medizin. Die sogenannte Rekoss-Scheibe, ein kleines drehbares Scheibchen, war eine weitere 1853 von Helmholtz, einem Vorschlag seines Institutsmechanikers Rekoss folgend, durchgeführte zweckmäßige Verbesserung des Augenspiegels. Die zuvor verwendeten Einsteckschlitze für die Konkavlinsen wurden dazu durch zwei drehbare Scheiben ersetzt. Den ersten elektrischen Augenspiegel baute 1885 Denelt, um 1900 kamen dann die elektrischen Handspiegel in Gebrauch; und 1910 das stereoskopische Gullstrandsche Ophthalmoskop. Im Jahr 1899 führte Walther Thorner (1874–1948) die reflexlose Ophthalmoskopie ein. Erste Photographien des Augenhintergrundes im Jahr 1900 stammen von Dimmer; noch in Schwarz-Weiß. Mittels eines von Zeiß entwickelten Polyophthalmoskops konnten neun Studenten gleichzeitig die Augeninnenhäute eines Patientenauges untersuchen.

## Arten

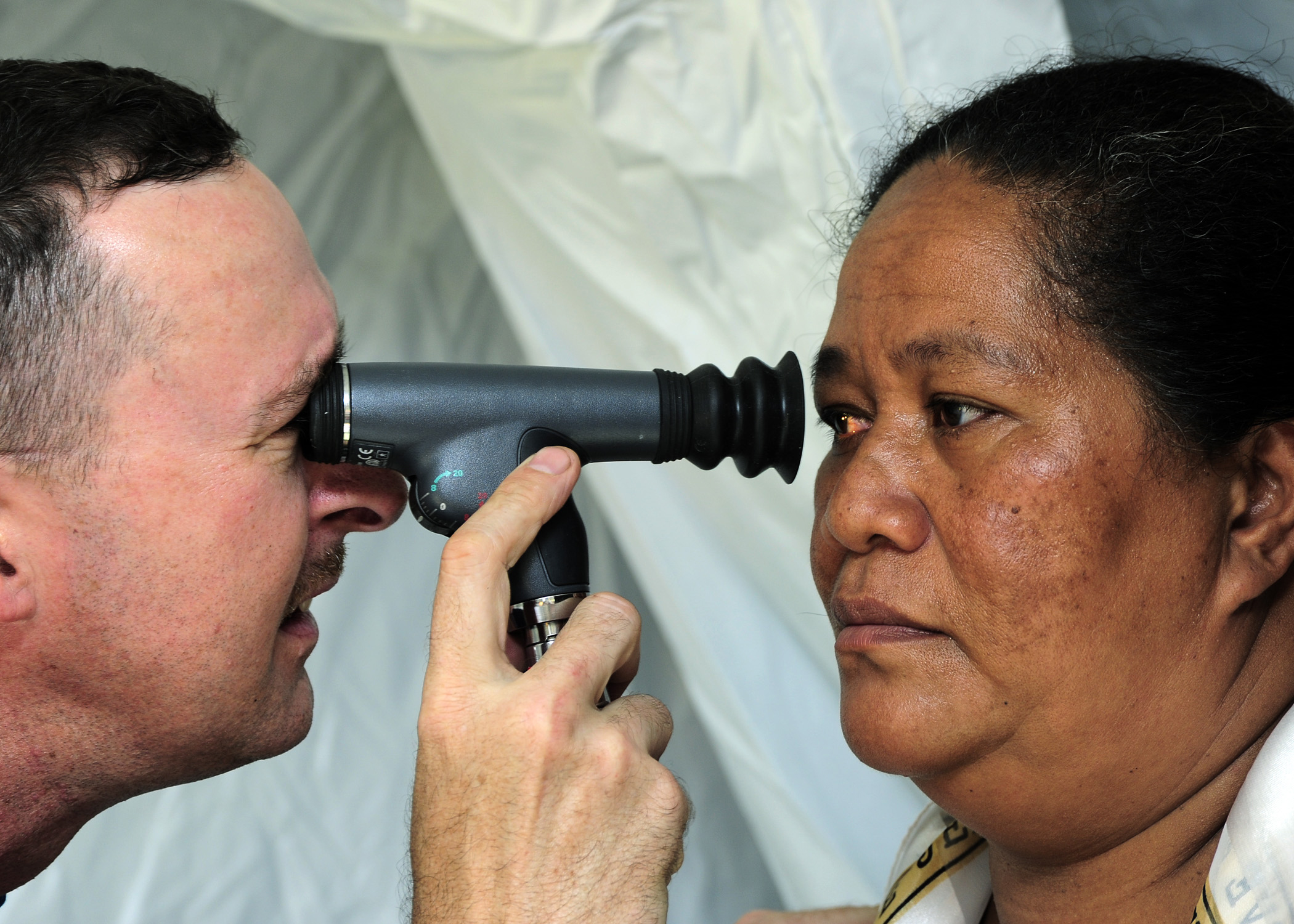
Ein Ophthalmoskop wird zur Netzhautuntersuchung eingesetzt (2011)

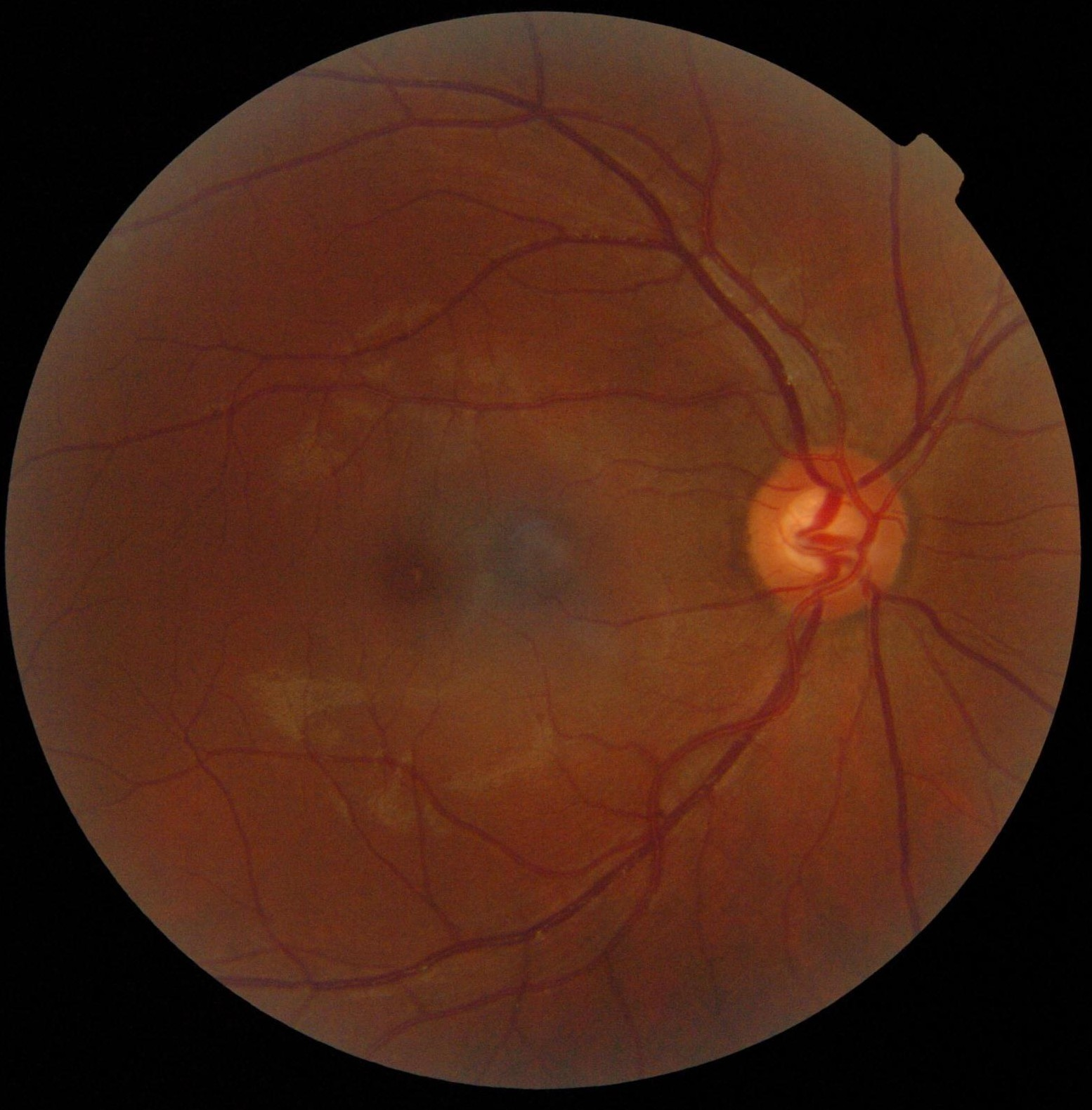
Augenhintergrundspiegelung; (Rechtes Auge) Die deutlich sichtbaren Gefäße der Netzhaut entspringen rechts aus dem Sehnervenkopf. Links von der Mitte liegt der dunkler erscheinende gelbe Fleck mit dem Punkt des schärfsten Sehens.

Die Ophthalmoskopie kann auf zwei verschiedenen Wegen erfolgen:
- Bei der direkten Ophthalmoskopie wird ein Hohlspiegel mit einem Blickloch oder einer Sammellinse in der Mitte zur Beleuchtung des Augenhintergrundes als sogenanntes direktes Ophthalmoskop sehr nahe zwischen das Patientenauge und das Untersucherauge gebracht. Die Distanz liegt bei ca. 10 cm zwischen Untersucher und Patient, so dass die Untersuchung oft als unangenehm empfunden wird.
- Bei der indirekten Ophthalmoskopie wird aus einer Entfernung von ca. 50 cm mittels einer Lichtquelle und einer in 2–10 cm vor das Patientenauge gehaltenen Lupe jeweils ein beleuchteter Ausschnitt des Augenhintergrundes betrachtet.

Bei der direkten Ophthalmoskopie können die zentralen Anteile wie Sehnervenkopf, Gefäßursprünge und der gelbe Fleck (Macula lutea) einfach und mit der durch die Linse des Auges bewirkten Vergrößerung betrachtet werden.
Bei der indirekten Ophthalmoskopie lassen sich die Netzhaut, der Sehnerv, die Gefäße, die Macula lutea (Gelber Fleck) und die Netzhautperipherie leicht untersuchen. Die Vergrößerung ist nicht so stark wie bei der direkten Ophthalmoskopie, jedoch ist der Überblick hier wesentlich besser und im Gegensatz zur direkten Ophthalmoskopie eine stereoskopische (3D) Beurteilung möglich, so dass die meisten Augenärzte diese Untersuchungstechnik bevorzugen. Außerdem kann die indirekte Ophthalmoskopie auch an der Spaltlampe durchgeführt werden. Damit kann das Netzhautbild vergrößert werden oder unter Projektion eines Lichtspaltes beurteilt werden (noch stärkerer 3D-Effekt). Ein weiteres Instrument zur indirekten Spiegelung ist das Bonoskop.
In den letzten Jahren wurden im Bereich der bildgebenden Verfahren sogenannte Scanning-Laser-Ophthalmoskope zur Marktreife gebracht, die mittels punkt- oder zeilenweisem Abtasten der Netzhaut und konfokaler Blenden- und Beleuchtungstechnik hochauflösende dreidimensionale Schicht- oder Reliefdarstellungen erzeugen können. Patienten bleiben durch Anwendung dieses Verfahrens in der Regel fahrtüchtig, da sie keine Medikamente zur Pupillenerweiterung verabreicht bekommen, und können die Aufnahmen ihres Auges selbst betrachten. Die Anwendung des Verfahrens wird jedoch nicht von gesetzlichen Krankenkassen übernommen (Individuelle Gesundheitsleistung).